# Шайвізм

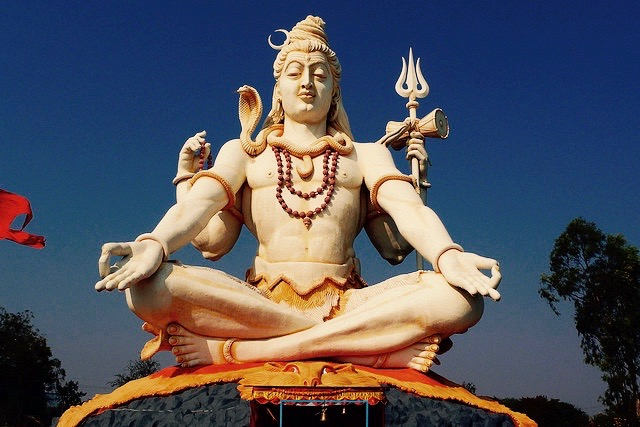
Статуя Шиви в Біджапурі

Шиваї́зм (шіваїзм), або шайвізм (санскр. शैव धर्म, śaiva-dharma), — один з основних напрямків індуїзму, традиція шанування Шиви. Шиваїзм широко практикується по всій Індії та за її межами, особливо в Непалі і Шрі-Ланці. Індолог Р. Н. Дандекар вважав шиваїзм найдавнішою з нині існуючих релігій цивілізованого світу. Тісно пов'язаний із шактизмом.

## Етимологія
Послідовників традиції шиваїзму називають шиваїтами (шіваїтами) або шайвами. Санскритське слово шайва (शैव) означає «той, хто походить від Шіви» або «пов'язаний з Шівою», а шайва-дгарма — це релігія, у центрі якої перебуває Шіва.

## Історія

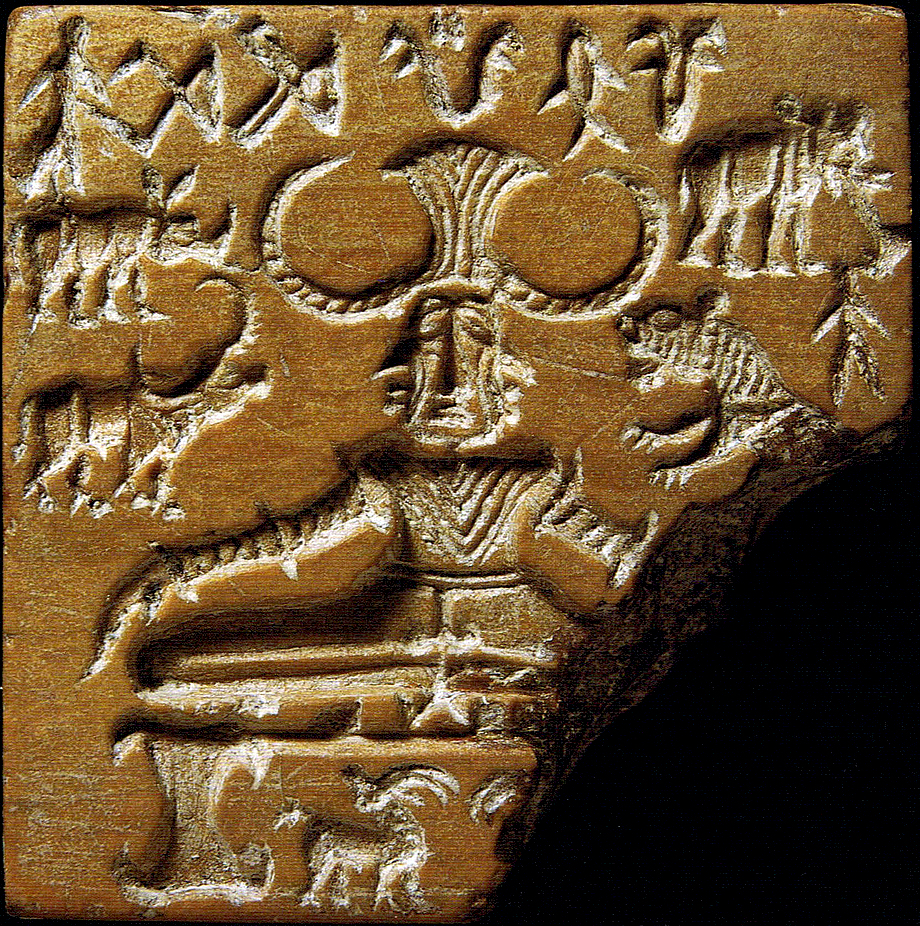
З розкопок у Мохенджо-Даро

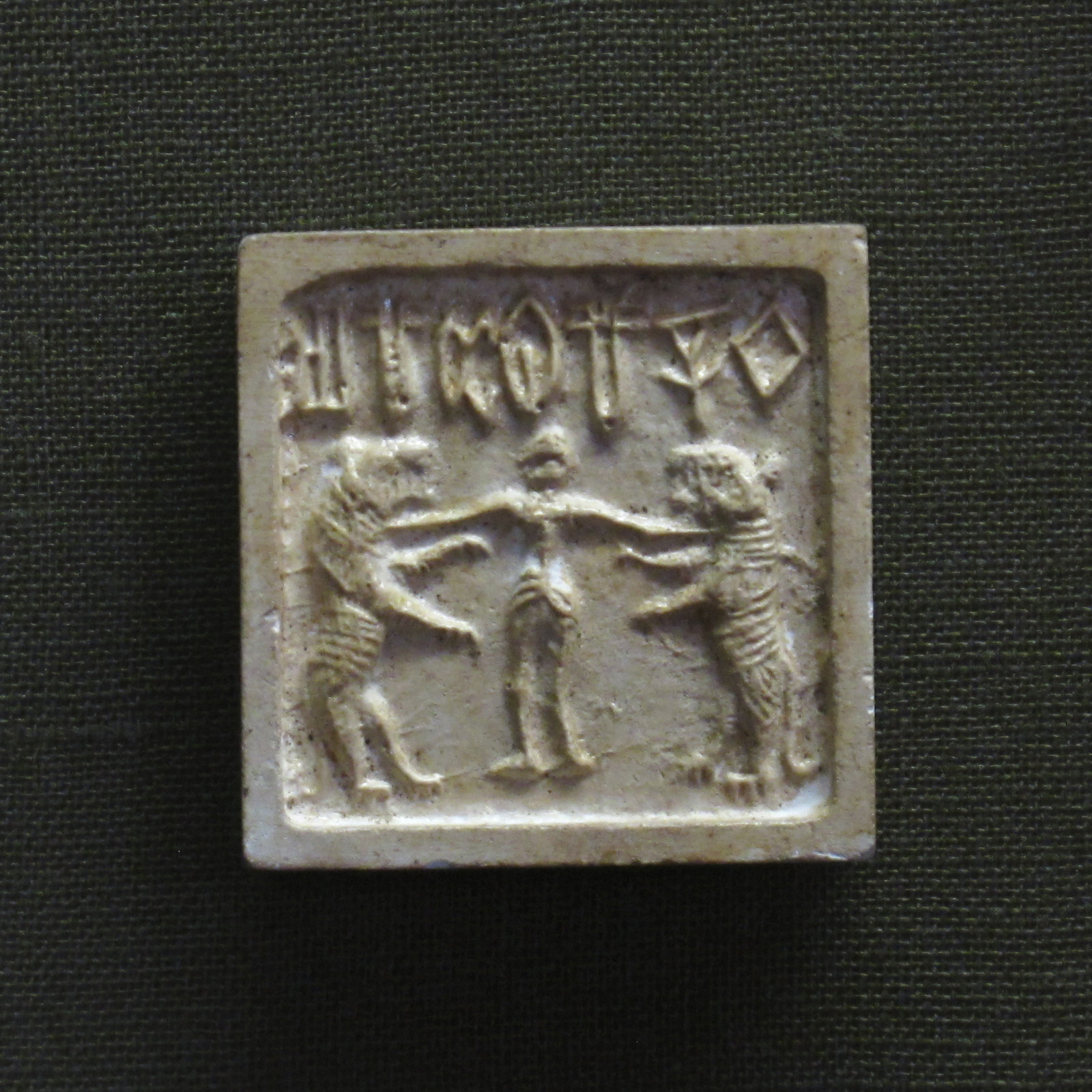
Прото Шіва з Мумбайського музею

### Доарійський період
Доарійський період — 1500 до н. е. та раніше. Багато дослідників, серед яких Р. Н. Дандекар і Мірча Еліаде, вважають артефакти з Мохенджо-Даро, Хараппа та інших археологічних майданчиків північно-західній Індії та Пакистану свідоцтвом ранньої форми поклоніння Шиві і Шакті. Ці артефакти включають «Лінгами» і «Печатку Пашупаті», описану в безлічі досліджень. Індська цивілізація досягла свого піку близько 2500—2000 до н. е., занепала до 1800 до н. е., і зникла до 1500 до н. е. Ряд дослідників вважають, що йога була саме доарійською спадщиною, пов'язаним з культом прото-Шиви. На противагу теорії доарійського виникнення шиваїзму, існує Теорія виходу з Індії, згідно з якою міграції аріїв в Індію не було, а Індська цивілізація (і, відповідно, культ прото-Шиви) була Індо арійською.

### Ведійський період

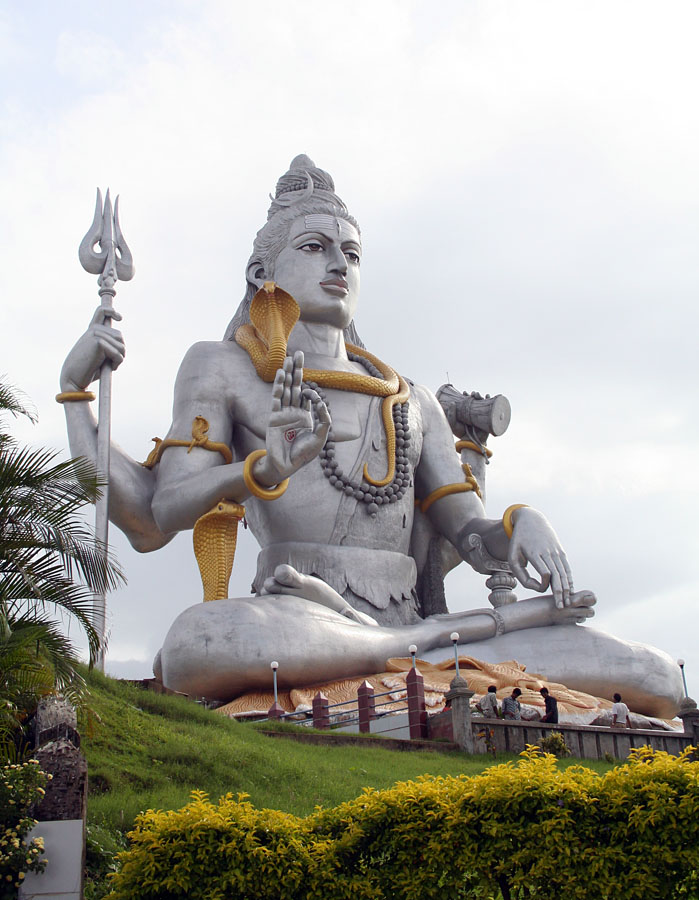
Гігантська статуя Шиви в Мурдешварі

Ведійський період — 1500 до н. е. — 600 до н. е.. З одного боку в найдавнішій з Вед — Рігведі поклоники лінгаму згадуються в негативному контексті: «Нехай членопоклонники не проникнуть в наш обряд!», «Коли, не зустрічав опору, в зміненому вигляді він опанував майном стовратного, вбиваючи членопоклонників». З іншого боку — Рігведа звертається до Рудри близько 75 разів у різних гімнах; безпосередньо до нього звернено 3 (або 4) гімну:
1. I, 43. — До Рудри (і Соми).
2. I, 114. — До Рудри.
3. II, 33. — До Рудри.
4. VII, 46. — До Рудри.

У Яджурведі до Рудри звернено вже значна кількість гімнів і вперше згадана Панчакшара-мантра «ॐ नमः शिवाय» (oṃ namah śivāya).
Значну кількість гімнів також можна знайти і в Атхарваведі.
У період становлення ведійської релігії, багато елементів шиваїзму йдуть у неофіційне середовище — Шраманами, яка передбачає якусь опозицію ведійському брахманізму, сильно ритуалізованого зовні. Атрибутом у деяких течіях шиваїзму є череп убитого брахмана (ведійського священика).
У ведийском брахманізмі Рудрі-Шиві не вклоняються, а просять віддалитися і не шкодити.

### Період упанішад
Період упанішад — 600 до н. е. — 300 н. е.. Ведійська релігія втрачає свою монополію під натиском різних факторів. Незадоволеність людей складною брахманською ритуальністю, кастовою ізоляцією, відсутністю можливості досягнення спасіння людиною не брахманського походження, викликає глибокі реформи індуїзму. З'являються течії, які відірвались від ведизму (буддизм, адживіка), але деякі починають затверджуватися в рамках ведійської філософії, у вигляді упанишад, — коментарів до Вед.
На думку вчених, «Шветашватара-упанішада» являє собою найдавніший текст, в якому була викладена філософія шиваїзму. Згідно з Гевіном Фладом, у тексті цієї упанішади говориться:
На думку Дандекара, «Шветашватара-упанішада» є для шиваїтів тим самим, що й «Бхагавад-Гіта» для васудевізму-крішнаїзму, хоча «Шветашватара-упанішада» древніша, і саме її ідеї лягли в основу, і знайшли подальший розвиток в «Бхагавад -гіті».

### Період Пуран
Під час правління Гуптів (320—500 роки н. е.) розвинулася пуранічна релігія і шиваїзм швидко поширився по всьому індійському субконтиненту.

## Течії та напрямки шиваїзму
У шиваїзмі присутня безліч різних шкіл, що мають певні регіональні та часові зміни, а також відмінності у філософії. Велика література в Шиваїзмі представляє безліч філософських шкіл, включаючи школи неподвійності (абхеда), подвійності (бхеда), і неподвійної-подвійності (бхеда-абхеда). Відповідно до класифікації, запропонованої Шівая Субрамуніясвамі, шиваїзм ділиться на шість основних напрямків:

### Пашупата-шайва
Найдавніший відомий напрямок шиваїтських монахів-аскетів. Вони мандрували дорогами, тримаючи в руках залізні тризубами і міцні посохи. Їхнє намасляне волосся було закручене кільцями або зав'язане у вузол, на їхніх обличчях була відображена найсильніша відданість Богові, їхні пронизливі очі бачили більше Шиву, ніж світ, їхні стегна були обгорнуті оленячої шкурою або корою. Пашупаті були бхактами і добрими магами Шиви, відсторонившись від ведійського суспільства, в якому панували жерці. У ті часи релігійне бродіння в Індії посилилося через те, що хвилі шиваїтського агамічного теїзму і буддизму стикалися, перекочуючись через Гангську рівнину. Бхеда-абхеда (одночасно моністична і теїстична) простежується з часів Лакуліші (бл. 200 р.). Вона виділяє роль Шиви як вищої причини та особистого управителя душі та світу. Звільнена душа зберігає індивідуальність у своєму стані повного єднання з Богом. Кінцеве злиття уподібнюється зникненню зірок на небі. Сьогодні Пашупати, монахи-відлюдники, живуть в північній Індії та Непалі і мають послідовників повсюдно.

### Шайва-сіддханта
Стародавня і широко практикується сьогодні школа шиваїтського індуїзму, що охоплює мільйони прихильників, тисячі діючих храмів і десятки живих монаших і аскетичних традицій. Незважаючи на популярність сіддханти, її славне минуле як всєїндійськой релігії відносно мало відомо людям, а сьогоднішня сіддханта ототожнюється в основному з її південноіндійською, тамільської формою. Термін шайва-сіддханта означає «останні або визнані висновки шиваїзму». Це формалізована теологія божественних одкровень, що міститься в двадцяти восьми Шайва-Агамах. Першим відомим нам гуру «чистої» (шуддха) традиції шайва-сіддханти був Махарші Нандінатха з Кашміру (бл. 250 р. до н. е..), Згаданий в книзі по граматиці Паніні як учитель ріші Патанджалі, Вьягхрапади і Васіштхі. З письмових робіт Махарші Нандінатхі до нас дійшли тільки двадцять чотири санскритських вірша, названих «Нандікешвара-Кашік», в яких він виклав древні вчення. Через його моністичний підхід вчені часто зараховують Нандінатху до представників школи адвайта.

### Кашміра-шайва
Кашмірський шиваїзм ще має назву «тріка». Оформлена Васугуптою (бл. 800 р.), ця помірно теїстична, вкрай моністична школа, відома також як пратьябхіджня-даршана, пояснює створення душі та світу випромінюванням Богом Шивою Свого динамічного першоімпульсу. Як «Я» всього сущого, Шива є іманентним і трансцендентним, реальним, але абстрактним Творцем-Хранителем-Руйнівником. Кашмірський шиваїзм, який особливо наголошує на потребі визнання людиною вже існуючої єдності з Шивою, є найбільш послідовно моністичною з усіх шести шкіл. Він виник у дев'ятому столітті в північній Індії, яка тоді становила мозаїку з маленьких феодальних царств. Царі-махараджі підтримували різні релігії. Ще сильний був буддизм. Тантричний шактизм розквітав на північному сході. Шиваїзм переживав ренесанс починаючи з шостого століття, і Шива був найпопулярнішим з індуїстських богів. Незважаючи на те, що було багато знаменитих гуру, через географічну ізоляцію Кашмірської Долини і пізніше мусульманське завоювання кашмірський шиваїзм мав відносно небагато послідовників. Вчені тільки нещодавно знову явили його писання світу, опублікувавши вцілілі тексти. Первісну парампару в недавні часи представляв Свамі Лакшман-Джу. Сьогодні різні організації по всьому світі в якійсь мірі поширюють езотеричні вчення кашмірського шиваїзму. Хоча число формальних послідовників точно не визначається, ця школа як раніше ще користується сильним впливом в Індії. Багато кашмірських шиваїтів покинули розірвану війною Кашмірську Долину і осіли в Джамму, Нью-Делі і всюди в північній Індії. Ця діаспора відданих шиваїтів може ще послужити поширенню вчення в нових регіонах. Найбільш відомим представником кашмірського шіваїзму є Абгінавагупта.

### Сіддха-сіддханта
Сіддха-сіддханту також називають Натха-сампрадая. Походить від лінії ранніх аскетичних орденів Індії. Горакшанатха був учнем Матсьендранатхи, святого-покровителя Непалу, шанованого не лише індусами, але і деякими езотеричними буддійськими школами. Горакшанатха жив, найімовірніше, в десятому столітті, і писав на хінді. Історики пов'язують лінію Горакшанатхи з лінією Пашупати та з їхніми наступниками, а також з сіддха-йогою і агамічними традиціями. Самі прихильники Горакшанатхи стверджують, що Матсьендранатха отримав таємниці шіваїтського знання безпосередньо від Шиви, як і Адінатха, і, в свою чергу, передав їх Горакшанатсі. Ця школа систематизувала практику хатха-йоги і, власне, створила майже всю хатха-йогу, як вона викладається тепер. Нині ця традиція натхів представлена садху-Горакшанатха і численними іншими поважними орденами гімалайських монахів, які підтримують дух відречення від світу в пошуках «Я». Мільйони сучасних шукачів черпають з їхніх навчань, серед яких сяє текст Сватмарами (XVI століття) «Хатха-йога-прадіпіка» («Освітлення йоги»). З цих потужних древніх коренів майже у всіх країнах світу зросли школи йоги. Вони напористі. Вони динамічні. Вони дають результати — фізичні, ментальні та емоційні. Вони, зазвичай, не навчають релігії індуїзму, але дають мінімальне уявлення про пуджу, гуру, карму, дхарму та існування всепроникної сили, яка називається енергією. Ці вільно сплетені філософські посилки та прагматичні результати, принесені практиками хатха-йоги, пранаями і медитації, привертають дедалі ширші маси шукаючих людей, які виховувалися в самих різних релігіях. Сьогодні ці школи охоплюють також аюрведу, астрологію і різні форми холістичного цілительства. Найщирішим учням викладається вища медитація. Так давня мудрість сіддха-сіддханти продовжує жити в сучасну епоху, покращує якість життя людства і допомагає шукачам істини досягти мети.

### Шива-адвайта
Шива-адвайта. Філософія Шрікантхі, викладена в його «Брахма-сутра-бхашьє», шиваїтськом коментарі до «Брахма-сутра» (бл. 500—200 р. До н. е..). «Брахма-сутра» називаються 550 коротких віршів Бадараяни, в яких підводиться підсумок Упанішад. «Брахма-сутри», «Бхагавад-Гіта» і Упанішади є трьома центральними писаннями різних інтерпретацій філософії веданти. Шанкара, Рамануджа і Мадхва написали коментарі до цих книг і вивели три цілком різні філософії — відповідно, недуалізм, обмежений недуалізм і дуалізм — з одних і тих же текстів. Кожен претендував на істинність його інтерпретації Вед і жорстко відкидав всі інші інтерпретації. Шанкара був моністом і надавав шануванню особистісного Бога менше значення. Рамануджі і Мадхва, навпаки, розробили теїстичні філософії, в яких відданість Вішну вважалася найвищим шляхом. Але не було школи веданти, яка б на таку ж висоту підняла відданість Шиві. Заповнити цю прогалину і прагнув Шрікантха. У результаті з'явилася філософія, яка називається Шива-вішішта-адвайта і вельми схожа з обмеженим недуалізмом (вішішта-адвайта) Рамануджи. У своїх коментарях Шрікантха наповнив ведантичну термінологію шиваїтським змістом. Шива-адвайта нині не має видимої спільноти послідовників або формального членства, і цю школу можна розуміти не як окремий рух, а як мудре примирення веданти і сіддханти. Її особлива заслуга — в тому, що Аппайя Дікшіта сприяв відродженню шиваїзму в шістнадцятому столітті.

### Вірашайва
Вірашиваїзм або лінгаята. Одна з найбільш динамічних шиваїтських шкіл на сьогоднішній день. Вона стала широко відомою завдяки південноіндійському брахманові Басавану. Послідовники школи простежують коріння своєї віри з давніх часів. Віра-, або «героїчні», шиваїти також відомі як лінгаяти, «що носять Лінг». Усі вони повинні постійно носити Лінг у медальйоні на шиї. Про цю практику Таватіру Шанталінга Рамасвамі з Коїмбаторе сказав: «Поклоніння вірашайвів — найкраща форма поклоніння, оскільки Шивалінгам носиться на нашому тілі і об'єднує душу з Всюдисущим. Ми завжди пам'ятаєм про Господа Шіву, не перериваючись ні на секунду». Ще вірашайвів називають лінгавантамі (лінгаяти) і шівашаранамі. Сьогодні віра-шиваїзм — це повна життя віра, особливо сильна на своїй батьківщині в Карнатакці (південна Індія). Близько сорока мільйонів чоловік проживають у цьому штаті, і приблизно 25 % населення належить до релігії вірашайвів. Навряд чи знайдеться в штаті село, де немає хоч одного джангами або Матх (монастиря). У разі народження в родині лінгаяти, дитина долучається до віри в той же день: його відвідує джангама і надягає на нього маленький Шивалінгам в медальйоні на шнурку. Цей Лінгам людина буде носити все життя.

### Капаліка
Капаліка (капалікі) (санскр. कापालिक kāpālika — «носячий череп» (kapālikêva)) — стародавній тантричний шиваїстський напрям в індуїзмі. Зник в XVI столітті. Як правило, капалікі живуть у місцях спалення трупів (шмашанах) і поклоняються Шиві в його найбільш грізних проявах, Капалешвари (Володарі черепів), Бхайрави (Жахливого), Махакали (Великого часу) і Капалабхріта (носячого череп). Капалікі здійснювали ритуали, так чи інакше пов'язані зі смертю, кладовищами, мертвими тілами, кров'ю, іноді нечистотами, сексуальними практиками. Нерідко саме вони займалися ритуальної підготовкою тіла до кремації. Чашею для прийняття підношень у капаліков була верхня частина людського черепа, використовувалася й інша атрибутика, пов'язана зі смертю (чотки з людських кісток, череп брахмана на палиці, життя на кладовищах та ін.).

### Агхорі
Агхорі або Агхора (санскр. अघोर) — індуїстська аскетична релігійна школа, яка відкололася від капалікі в XIV столітті. Багато індусів таврують агхорі, що вони неіндуїстське вчення, через табуйовані ритуали, що їми практикуються. Агхорі поклоняються Шиві і при цьому, на відміну від інших садху, практикують ритуальний канібалізм, вживають алкогольні напої, використовують людські черепи (Капали) в різних ритуалах, медитують на місцях поховань та місцях спалення трупів (шмашанах).

## Загальні особливості шкіл шиваїзму
Шиваїтські школи в дуже чому відрізняються один від одного. Але всі вони, в основному, користуються наступним:
- вібхуті або бхасма — попіл, повсюдно використовується всіма шиваїтськими школами. Це може бути попіл від яджни чи іншого ритуалу з використанням вогню. Але найбільш важливий, попіл з місць кремації — шмашанів. Попіл, нанесений на тіло, символізує відчуженість від світу і вказівка на тимчасовість існування у світі Майї. Попіл наносять на лоб, груди, шию і руки трьома горизонтальними смугами, або покривають ним усе тіло. При його нанесенні зазвичай читається мантра з «Бхасма-Джабал-упанішади»: "Agniriti bhasma .. vāyuriti bhasma .. jalamiti bhasma .. sthalamiti bhasma .. vyometi bhasma .. devā bhasma .. ṛṣayo bhasma .. "

"Вогонь — це бхасма! Повітря — це бхасма! Вода — це бхасма! Земля — це бхасма! Простір — це бхасма! [Всі] боги — бхасма! Ріші — бхасма!
- Рудракша — «око Рудри» — вид вічнозелених широколистяних дерев сімейства елеокарпових. Зерна рудракші використовуються у всіх шиваїтських школах. Їх використовують як об'єкт поклоніння, роблять з них чотки (Рудракша-мала) і використовують як прикраси і обереги.
- Лінгам — переважно не антропоморфний символ Шиви. Є основною і найважливішою формою і образом Шиви. Здебільшого являє собою вертикально поставлений циліндр із закругленою або напівсферичною вершиною. Найчастіше має в основі коло (рідко — квадрат), що символізує йоні. Образ Линга-йоні-мурті символізує собою «неподільне єдність чоловічого (Шива, пасивного) і жіночого (Деві, активного) начал, від з'єднання яких з'являється життя». Деякі напрямки шиваїзму — в основному, лінгаяти — у своїй практиці використовують лінгам без йоні.
- Кайлас (Kailasa Parvata) — гора в однойменному гірському хребті. Це свята обитель Шиви, де він сидить в стані вічної медитації разом зі своєю дружиною Парваті.

## Зв'язок з іншими духовними традиціями
Найбільший зв'язок шиваїзму можна виявити у тантричному шактизмі та тантричному буддизмі Ваджраяна. Більшість напрямків шиваїзму як і шактизму тантричні, і часто провести чітку лінію розділу між ними неможливо.